# Henri Chammartin
Henri Chammartin (Chavannes-sous-Orsonnens, 30 de julho de 1918 - Berna, 30 de maio de 2011) foi um adestrador suíço, campeão olímpico. 

## Carreira
Henri Chammartin representou seu país nos Jogos Olímpicos de 1952, 1956, 1964 e 1968, na qual conquistou a medalha de ouro no adestramento individual, em 1964, e duas pratas e dois bronzes por equipes. 